# 헤이조쿄

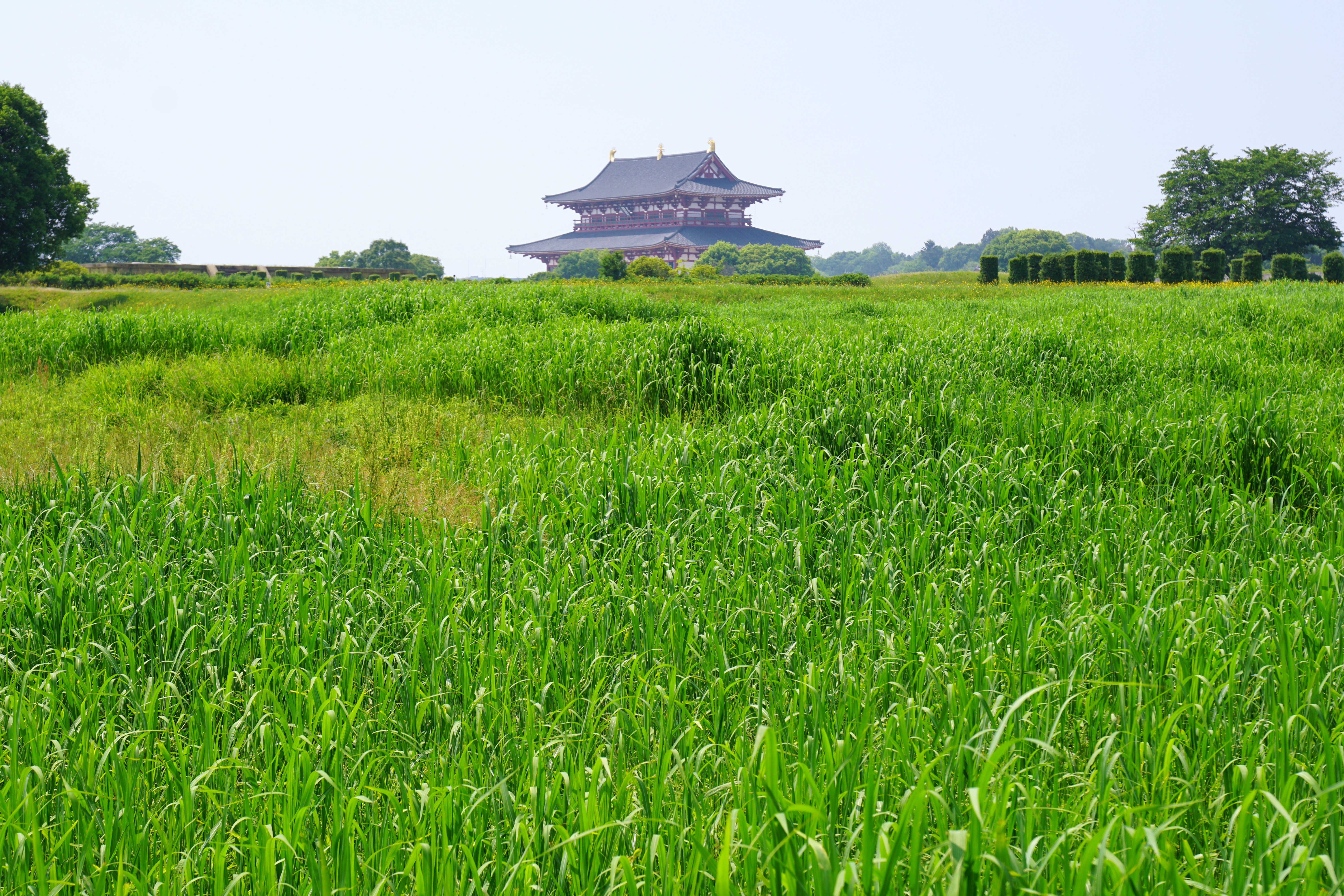
헤이조쿄 유적.

헤이조쿄(일본어: 平城京)는 나라 시대(710년 ~ 794년) 대부분 기간(710년 ~ 740년, 745년 ~ 784년) 일본의 수도였던 곳이다. 이 가운데 헤이조궁은 나라시 다른 장소와 함께 유네스코 세계유산에 등재되어 있다. 당나라 수도 장안을 모방하여 708년(와도 원년)부터 건설하기 시작하여 710년 천도하였다.

## 역사
후지와라쿄(藤原京)에서 헤이조쿄(平城京)로 천도는 몬무 천황(文武天皇) 재위 중이던 게이운(慶雲) 4년(707년)에 처음 심의를 시작해서 이듬해인 와도(和銅) 원년(708년)에 겐메이 천황(元明天皇)이 공식적인 천도의 조(詔)를 내렸다. 다만 2년 뒤인 와도 3년(710년) 3월 10일에야 궁전인 다이리(内裏)와 정전인 대극전(大極殿), 그 밖의 다른 관사를 정비하는 정도에 그쳤던 것으로 보이며, 사찰이나 귀족 관료들 저택은 훗날 간무 천황(桓武天皇)이 야마시로국(山城国)의 나가오카쿄(長岡京)로 천도하기까지 오랜 시간에 걸쳐 단계적으로 조영했을 것으로 추정하고 있다. 덴표(天平) 12년(740년)에 구니쿄(恭仁京)나 나니와쿄(難波京)로 거듭 천도함으로써 헤이조쿄는 잠시 버려지기도 했지만, 덴표 17년(745년) 헤이조로 환도하여 엔랴쿠(延暦) 3년(784년)에 간무 천황이 나가오카(10년 뒤에 다시 헤이안으로 천도)로 천도하기까지 일본의 정치적 중심지 역할을 했으며, 야마시로 국으로 천도하게 된 뒤에는 난토(南都)로 불리게 되었다.
고닌(弘仁) 원년(810년) 9월 6일에 총비 후지와라노 구스코(藤原藥子)의 꼬임에 넘어간 헤이제이 상황(平城上皇)에 의해 헤이안쿄를 버리고 헤이조로 환도한다는 조가 내려졌다. 이에 맞서 사가 천황(嵯峨天皇)이 신속하게 손을 써서 병사를 일으켜 상황 세력을 제압했고, 9월 12일에 헤이제이 상황이 머리를 깎고 불문에 들면서(구스코의 변) 헤이조 환도는 실현되지 않았다.

## 명칭
平城의 일본어 독법은 「헤이조」(へいじょう)이며, 「헤이제이」(へいぜい)로 읽는 것에 대해서는 여러 가지 논의가 있다.
패전 뒤의 일본의 교과서에서는 「헤이조쿄」(へいじょうきょう)로써만 수록 되었는데, 1980년대에서 들어서는 조금씩이나마 「へいぜいきょう」(へいぜいきょう)를 병기하는 출판사도 등장했다. 이는 헤이제이 천황이 같은 한자를 쓰면서도 버젓이 헤이제이라는 독법으로 읽는 것이나, 한자음에서 「平」이 한음(북방 한자어 발음)와 오음(남방 한자어 발음)에서 각각 헤이(へい)나 효(ひょう), 「城」이 세이(せい)나 죠(じょう)로 발음되며, 이 음을 한음(漢音)으로 통일시킨 헤이제이(へいぜい)가 되어야 한다고 본 것이다. 다만 「京」를 쿄(きょう)로 읽는 것은 한음이 아니라 오음이다.
연구서를 중심으로 「헤이제이」로 읽는 경우가 등장하기도 하며 일본의 『국사대사전』에서도 「헤이제이쿄」가 등장했으나, 일반적으로는 「헤이조」가 보급되어 있으며, 나라현(奈良県)에서 추진한 헤이조 천도 1300주년 기념사업에서도 「헤이조」라는 발음이 사용되었다.
이렇듯 현대 일본어로는 「헤이조쿄」 또는 「헤이제이쿄」로 발음되나, 이와는 별개로 「나라노미야코」(ならのみやこ)라고 불리기도 하는데, 762년에 작성된 쇼소인(正倉院) 소장 문서의 기술에 더해 헤이조 천도 당시의 토층에서 발굴된 「奈良京」이라고 적은 목간에도 등장하는 표현이다.

## 도시구획

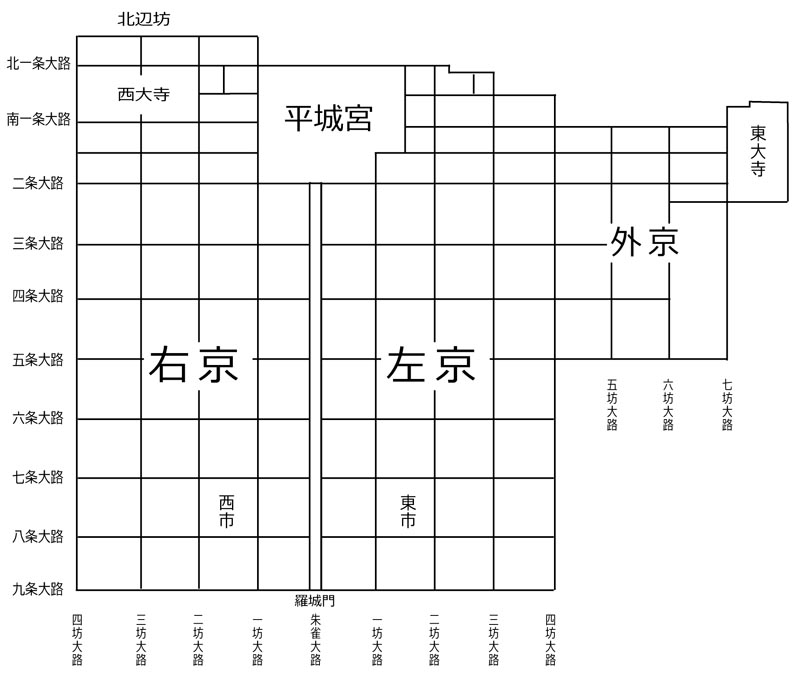
헤이조쿄 평면도

헤이조쿄는 남북으로 긴 장방형 모양으로 중앙의 주작대로(朱雀大路)를 축으로 우쿄(右京)와 사쿄(左京)로 나뉘어 사쿄의 경사진 면에 게쿄(外京)가 설치되어 있었다. 동서축에는 이치조(一条)에서 구조(九条)까지의 이름이 붙은 대로(시조十条에 대해서는 후술), 남북축에는 주작대로와 사쿄 1방(坊)에서 4방, 우쿄 1방에서 4방의 큰길이 설치되었던 조방제(条坊制) 형태의 도시계획을 갖추고 있었다. 각 길의 너비는 약 532미터이고, 길로 에워싸인 부분(방)은 도랑과 쓰이지(築地)에 의해 구획되었고, 나아가 그 안에 동서남북으로 3개의 길로 구획이 나뉘어 있었다. 헤이조쿄 전체 규모는 동서 길이 약 4.3km(게쿄를 포함하면 6.3km), 남북 약 4.7km(북변의 방은 제외)에 달했다.

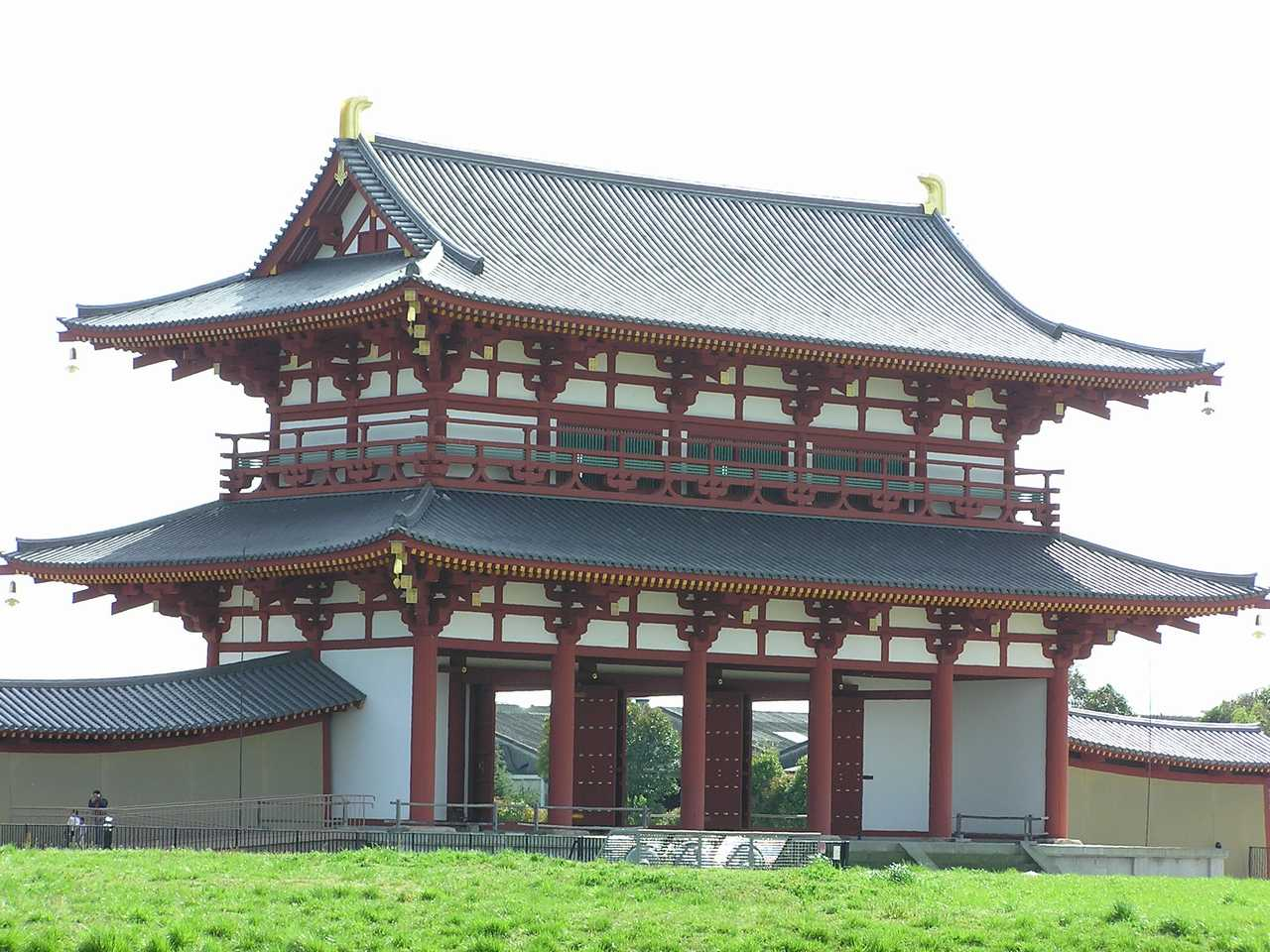
헤이조 궁의 주작문
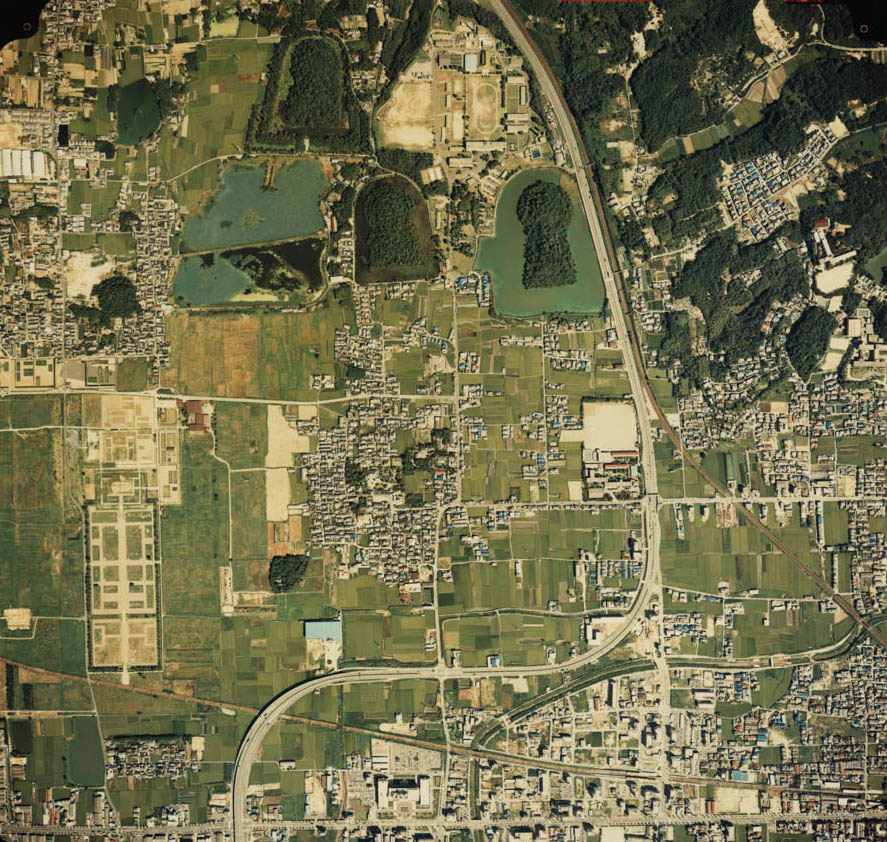
헤이조 궁터 (平城宮趾)

## 같이 보기
- 헤이조궁
- 고대 나라의 역사기념물